# IFPB Campus Patos
O Instituto Federal de Educação, Ciência e Tecnologia da Paraíba - Campus Patos ou IFPB Campus Patos, localizado na cidade de Patos, estado da Paraíba, é uma instituição federal brasileira, vinculada ao Ministério da Educação, que oferece cursos em diferentes níveis: ensino médio, ensino técnico e ensino superior. A instituição foi a primeira a implantar o curso superior de Segurança do Trabalho no Brasil; o curso tem conceito final 4,0 na avaliação do Inep, tendo um perfil MUITO BOM de qualidade (os avaliadores do Inep estiveram nos dias 27 e 28 de fevereiro de 2017 no campus).
No ENEM de 2014, o campus obteve a 4ª maior média (565,55) entre as escolas públicas do estado da Paraíba, perdendo apenas para as seguintes instituições: Escola Técnica de Saúde de Cajazeiras (1º lugar - média 598,69); IFPB Campus João Pessoa (2º lugar - média 597,95); IFPB Campus Campina Grande (3º lugar - média 575,58). Vale salientar também, que entre os campi dos institutos federais do estado, o campus ficou atrás somente dos seguintes: João Pessoa e Campina Grande.
O campus teve um aluno, denominado Matheus Laurindo Gomes Alves, do Curso Técnico Subsequente em Eletrotécnica, aprovado em Programa de Estágio da Petrobrás na Refinaria Clara Camarão, no Rio Grande do Norte. Outro destaque do campus, foi o aluno Constantino Medeiros Wanderley Neto (curso técnico integrado em Edificações), que foi aprovado em cinco cursos de grandes universidades públicas e privadas do estado da Paraíba: Medicina Veterinária pela UFCG, Licenciatura em Física e em Matemática na UEPB, Engenharia Civil no IFPB/Campus Cajazeiras e Engenharia Ambiental e Sanitária na Faculdade Maurício de Nassau.

## História
A Associação Comercial e Industrial de Patos foi palco, no dia 22 de fevereiro de 2008, da audiência pública para a escolha dos cursos que seriam ministrados pelo CEFET - Centro Federal de Educação Tecnológica, com a participação de vários segmentos da sociedade. Ao todo foram apreciados 20 modalidades, apresentando como as quatro mais votadas: Técnico em Calçados - 31, Edificações - 22, Eletrotécnica - 20 e Informática - 19. Além dos dois primeiros, já estava relacionado o curso superior de Segurança do Trabalho.
O IFPB - Campus Patos, que teve suas atividades iniciadas em julho de 2009, foi autorizado através da Portaria nº 04, de 6 de janeiro, com publicação no Diário Oficial da União, seção 1 nº 4, edição de 07 de janeiro do mesmo ano e faz parte do conjunto de 09 campi do IFPB, criados pela Lei nº 11.892 de 29 de dezembro de 2008, publicado no DOU nº 253, um dia após a sua criação. A Unidade passou a ofertar o curso superior de Tecnologia em Segurança do Trabalho e os cursos técnicos subsequentes de Edificações, Manutenção e Suporte em Informática, além dos integrados de Eletrotécnica, Técnico em Edificações, Técnico em Manutenção e Suporte em Informática e Segurança do Trabalho à distância, mesma modalidade em outros cursos, mantidos por instituições particulares, com núcleos espalhados por todos os pontos da área urbana da cidade de Patos. As inscrições para a primeira seleção foram realizadas no período de 04 de agosto a 12 de setembro, sendo que os primeiros candidatos disputaram as vagas de Calçados e Edificações, além do superior de Segurança do Trabalho. As provas foram realizadas nos dias 30 de novembro e 1º de dezembro.
O Campus do IFPB na cidade de Patos funcionou, provisoriamente, na antiga Escola Agrícola, localizado na Rodovia PB - 110, Alto da Tubiba, até 2012, quando foram entregues à comunidade as instalações da sede definitiva. A estrutura é composta por 20 salas de aula, quatro laboratórios de informática, três salas de desenho e laboratórios de Química, Física, Biologia, Matemática e Segurança do Trabalho. A última etapa foi o prédio da Biblioteca Institucional.
A partir de 2012, o IFPB expandiu sua atuação com a inserção do Pronatec, criado no dia 26 de outubro de 2011, com a sanção da Lei nº 12.513, pela presidente Dilma Rousseff, com o objetivo principal de expandir, interiorizar e democratizar a oferta de cursos de Educação Profissional e Tecnológica (EPT) para a população brasileira, prevendo uma série de subprogramas, projetos e ações de assistência técnica e financeira, ofetando 8 milhões de vagas pelo país, em quatro anos. A Formação Inicial e Continuada (FIC), trouxe as modalidades de Auxiliar Administrativo e de Recursos Humanos, Cuidador de Idoso e Criança, Eletricista e Pedreiro de Alvenaria. Na primeira metade da segunda década do século XXI, a Unidade de Patos já contava com 75 servidores, dos quais 51 professores e 24 técnicos administrativos, atendendo em termos educacionais um número de 754 alunos no ensino regular, além de 270 no Pronatec, época em que sua direção já era confiada a Fernando de Oliveira Gurjão.

### Placa simbólica de inauguração
No dia 5 de dezembro de 2012, o então Diretor Geral do Campus Patos, Fernando Gurjão, juntamente com o então Reitor do IFPB, João Batista de Oliveira Silva estiveram em Brasília, para receber da Presidenta Dilma Rousseff a placa simbólica da inauguração do campus.

### Comemoração do aniversário de cinco anos em 2014
O evento iniciou no dia 17 de setembro de 2014 e foi marcado pela Banda do 3º Batalhão da Polícia Militar da Paraíba que tocou o Hino Nacional e hasteou a Bandeira no pátio administrativo, pela manhã. Depois houve uma apresentação com música popular brasileira para os alunos, professores e técnicos administrativos. Houve ainda, apresentação do vídeo "Cinco Anos de História" e em seguida os estudantes tocaram e cantaram com sua banda musical. Pela noite, o evento continuou com uma programação na Praça Getúlio Vargas, no centro de Patos, com apresentações culturais. Houve reapresentação do recital poético que contextualizou o período da Ditadura Militar no Brasil.

## Infraestrutura

### Biblioteca
Com uma área total de 804,47 m² e um investimento de R$ 1.131.282,20, a biblioteca do campus possui 20 ambientes, incluindo um grande hall, área para o empréstimo, depósito de livros, guarda-volumes, dois banheiros femininos e dois masculinos, escadarias e rampas de acesso, sala de informática, espaço para o acervo, sala de periódicos, área de estudo, depósito, sala da coordenação, sala de reunião, recepção, copa e almoxarifado.

### Bloco acadêmico e bloco administrativo
Com uma área total de 5.494,42 m² e um investimento de R$ 5.462.780,39, no bloco acadêmico são vários laboratórios: de Alta Tensão, de Eletricidade Básica, de Comandos de Máquinas, de Iniciação à prática profissional, de Máquinas, de Instalações Prediais, de Saúde Ocupacional, de Análises Físicos Químicos, de Análises Microbiológicas, de Risco do Trabalho, de Análise de Processos e de Controle da Qualidade do Processo Agroindustrial. Possui ainda seis laboratórios de Informática, sete salas de aula, duas salas de desenho, quatro salas de professores, coordenações de cursos, banheiros masculino e feminino em cada andar, depósitos, Sala de Prevenção de Combate a Incêndio e Recepção das coordenações. São 11 salas de aula e 19 laboratórios (no total 65 ambientes). Já no bloco administrativo, com uma área total de 1.120,34 m² e um investimento de R$ 2.264.566,21, são 48 ambientes.

### Restaurante estudantil
O restaurante estudantil da instituição, com quase 400 m² de área construída, custou cerca um milhão de reais e tem capacidade de oferecer 600 refeições diárias. Foi inaugurado no dia 9 de agosto de 2017.

## Unidades remotas do Pronatec Campus Patos
Até o final de 2014, o IFPB Campus Patos possuía três unidades remotas do Pronatec:
- Unidade Remota do município de Desterro;
- Unidade Remota do município de São José do Bonfim;
- Unidade Remota do município de Várzea.